# Юріївка (Вознесенський район)
Ю́ріївка (до 2025 року — Ю́р'ївка) —  село в Україні, у Новомар'ївській сільській громаді Вознесенського району Миколаївської області. Населення становить 188 осіб. До 2018 року орган місцевого самоврядування — Миролюбівська сільська рада.

## Історія
05 червня 2025 року відповідно до Постанови Верховної Ради України № 4483-IX село Юр'ївка було перейменовано на село Юріївка. Постанова набула чинності 18 червня 2025 року.

## Населення
Згідно з переписом УРСР 1989 року чисельність наявного населення села становила 203 особи, з яких 99 чоловіків та 104 жінки.
За переписом населення України 2001 року в селі мешкало 186 осіб.

### Мова
Розподіл населення за рідною мовою за даними перепису 2001 року:
| Мова       | Відсоток |
| ---------- | -------- |
| українська | 94,68 %  |
| молдовська | 3,72 %   |
| російська  | 1,60 %   |